# Folkbåt
Nordisk Folkbåt eller bara Folkbåt, är en segelbåt som från början var byggd i trä med mast av trä, men nuförtiden även finns i glasfiberarmerad polyester med aluminiummast. Folkbåten har ett F i seglet. Den Nordiska Folkbåten blev till efter en konstruktionstävling i slutet av 1930-talet. En Folkbåt (F SWE 275) var med i Att angöra en brygga.

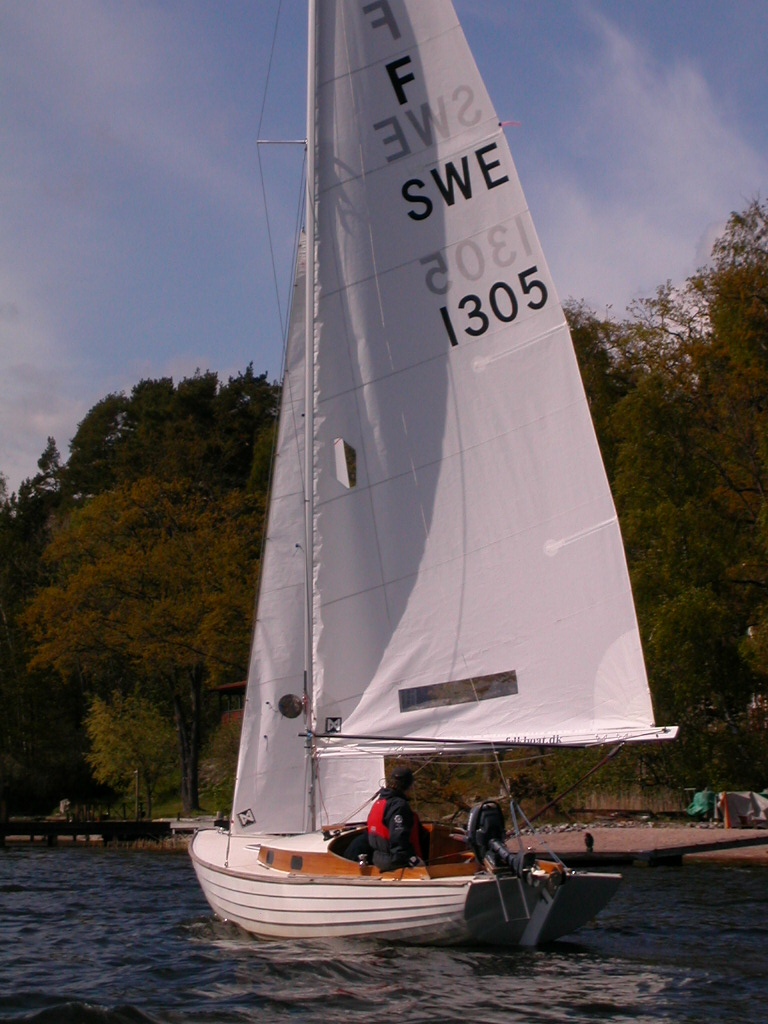
Nordisk Folkbåt i plast med träruff och aluminiumrigg.

## Historia
Skandinaviska Seglarförbundet och Sven Salén utlyste i slutet av 1930-talet en konstruktionstävling för en nordisk entypsbåt. Ingen båt från tävlingen ansågs duglig och istället blev det en delad andra och tredje plats(900:-) till dansken Knud Olsen med båten Svane och svensken Jac Iverssen med båten Vega II. O W Dahlström och Alfons Kvarnstöm fick dela på fjärde och femte platsen (500:-).
Tord Sundén fick istället uppgiften att sammanställa bidragen till en båt. Den första folkbåten blev sjösatt den 23 april 1942 vid Arendal i Göteborg, en dag efter islossningen. 10 år senare fanns det ungefär 400 båtar och 60 år senare fanns det drygt 3 600 båtar.
1976 började Folkbåten byggas i glasfiberamerad polyester. Plastbåtens matris är byggd utifrån en avgjutning av en träbåt. Senare folkbåtar gjuts och monterats som halvfabrikat i Pärnu i Estland, för leverans till Kerteminde i Danmark för att färdigställas.
Sedan början av 1990-talet finns även en Folkbåt i skala 1:7,64. Det är den så kallade Minifolkbåten, som är radiostyrd. Minifolkbåten kappseglas aktivt i Stockholm och Tyskland.
Tord Sundén konstruerade 1967 en plastbåt som han kallade Internationell Folkbåt, den får idag bara heta IF eller IF-båt. Båten är något större än Nordiska Folkbåten och har slät utsida (Folkbåten är klinkbyggd).

## Båtkonstruktionen
Med sin totala vikt på runt 2 000 kg har båten förhållandevis liten segelyta. Detta gör att båten ägnar sig bäst för hårdare vind och seglar bäst i vindhastigheter kring 10-12 m/s.
Tack vare sin tyngd (båten är från början byggd i trä) och sin långkölade form är folkbåten en mycket kursstabil och svårkrängd båt, som lämpar sig för familjära dagsutflykter. Vanligtvis finns det två britsar och en förpik. Två personer sover alltså bekvämt. Tre sover hyggligt och fem sover trångt, med en på durken.

## Kappsegling
Idag är Folkbåten även en ganska stor kappseglingsklass. Varje år seglas SM och Guldpokalen, som är ett inofficiellt VM. Vid SM brukar mellan 20 och 30 båtar deltaga. Folkbåten seglas då och då även i lag Lag-SM och vartannat år seglas Sessanpokalen och Walcon Cup. 2021 hölls SM i Stenungsund, 2022 i Ystad och 2023 i Västervik. Guldpokalen 2023 hölls i Tallinn i Estland, Guldpokalen 2024 hålls i Halmstad i Sverige.

## Aktiva länder
Folkbåten är populärast i Sverige, Danmark och Tyskland men finns i flera andra länder.
- Sverige (ca 1350 båtar)[1][2]
- Danmark (ca 1100 båtar)
- Tyskland (ca 900 båtar)
- Finland (ca 400 båtar)
- England (ca 100 båtar)
- USA (ca 100 båtar)
- Estland (ca 70 båtar)
- Nederländerna (ca 50 båtar)
- Kanada

## Flottiljer
Folkbåten har flottiljer liksom Starbåten.

- Blekinge
- Halmstad
- Ostkusten
- Skåne
- Västkusten